# Makanapur, Bijapur
Makanapur là một làng thuộc tehsil Bijapur, huyện Bijapur, bang Karnataka, Ấn Độ.